# Lancement (astronautique)
Pour les articles homonymes, voir Lancement.

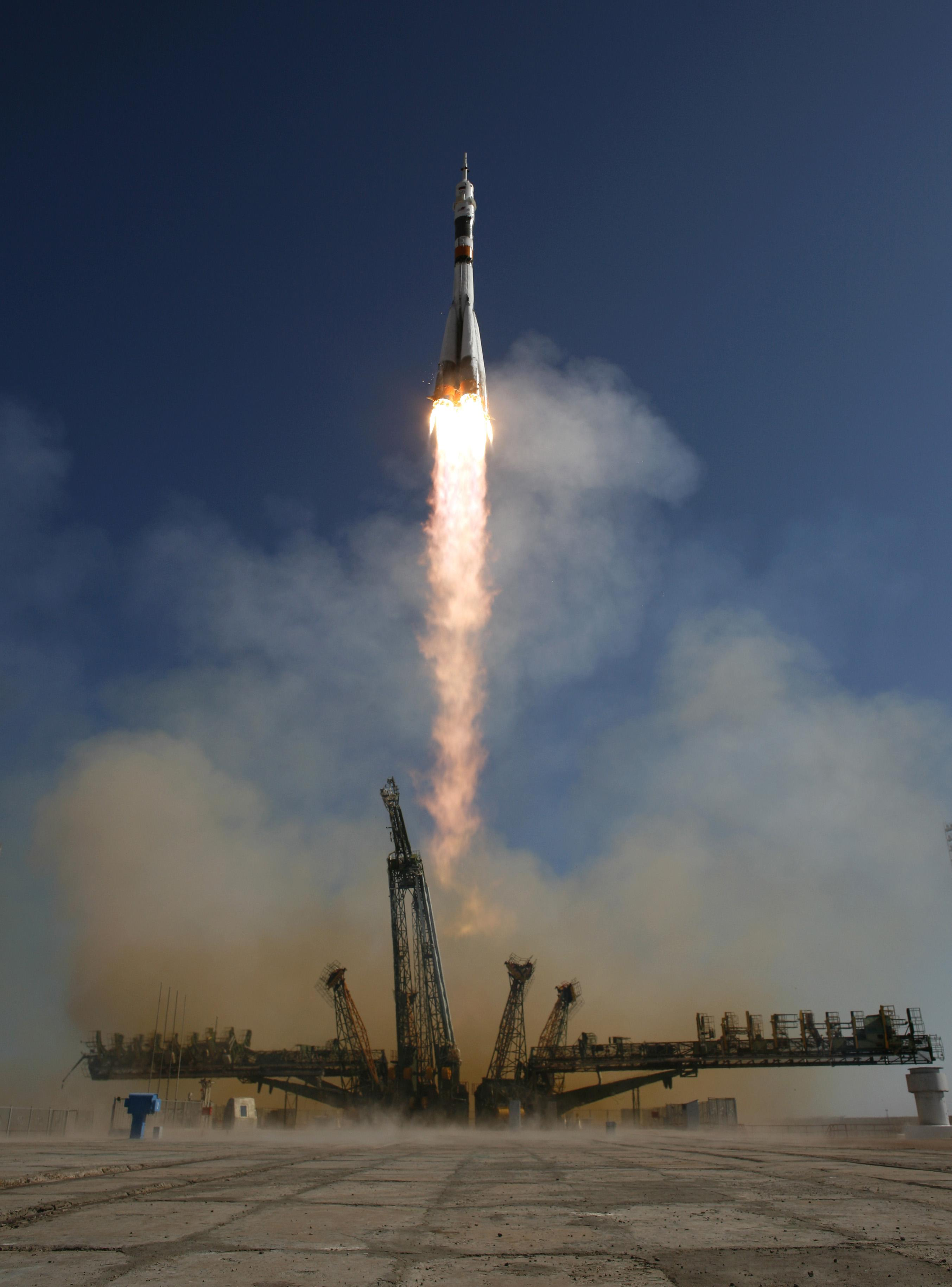
Lancement de la fusée Soyouz TMA-16 depuis le cosmodrome de Baïkonour au Kazakhstan en 2009.

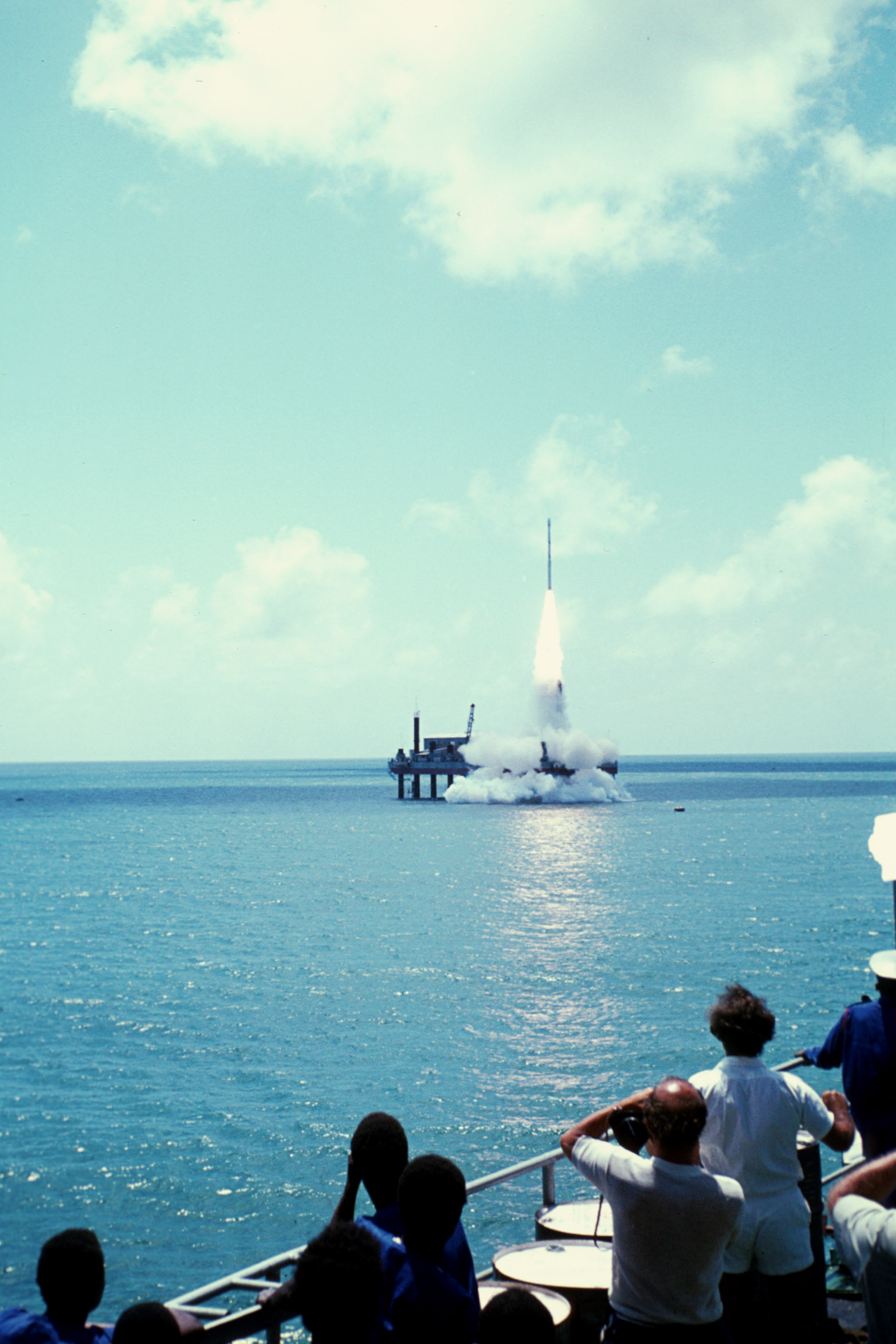
Lancement de Ariel V depuis la plateforme San Marco en 1974.

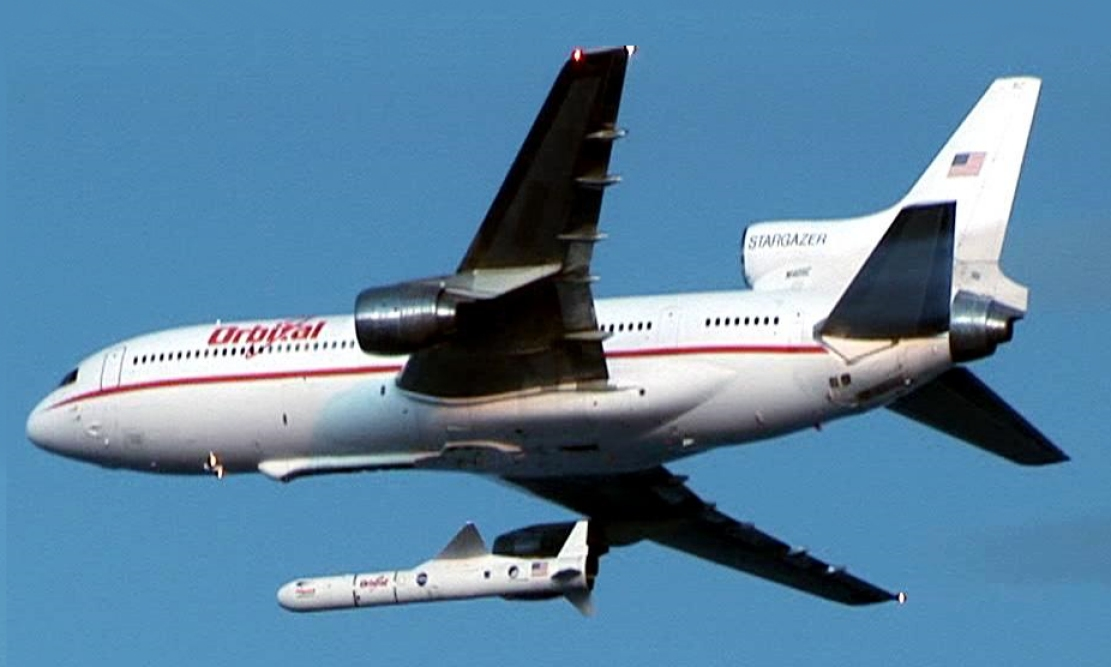
Pegasus-XL lancé depuis un Lockheed L-1011 en 2006.

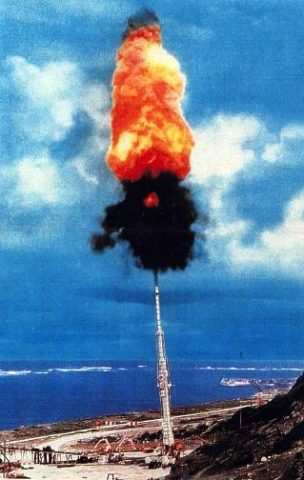
Tir du canon de du projet HARP entre 1963 et 1966.

Le lancement est la phase de décollage d'un engin à destination de l'espace ou de l'atmosphère. 
Celui-ci peut se faire sur la terre ferme, généralement dans une zone spécialement aménagée, ou bien plus rarement à bord d'une plate-forme en mer (Sea Launch , Volna lancé depuis un sous-marin nucléaire lanceur d'engins entre autres) voire depuis un avion porteur de l'engin le larguant en altitude.
Le concept de canon spatial est popularisé depuis le roman De la Terre à la Lune paru en 1865 mais malgré des recherches en cours depuis les années 1960 tel le projet HARP et les projets de catapulte électromagnétique, celui-ci n'a pas encore connu d'utilisation opérationnelle en 2016. 